# 模仿作品

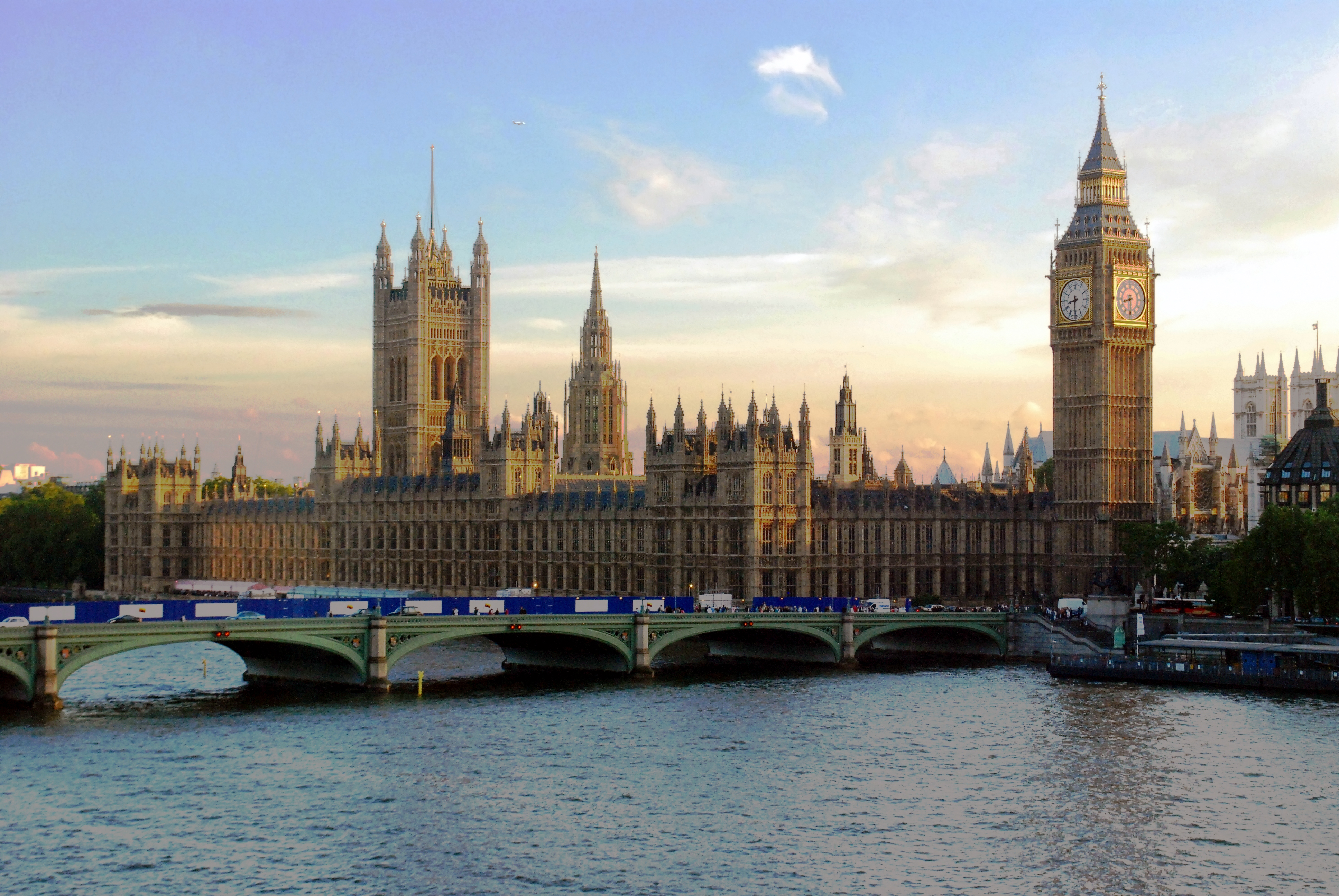
仿照哥德復興式建築建造的威斯敏斯特宫

模仿作品又稱仿作，指的是在视觉艺术、文学、戏剧、音乐或建筑领域模仿一位或多位其他艺术家的风格或特征而产出的作品。与戏仿不同的是，模仿作品的用意不是嘲弄被其模仿的作品，而是向其致敬。
用典不属于模仿作品。文学上的用典也许会提及其他作品，但没有完全再現其风格。用典是否能得到理解，取决于讀者能否深刻理解作者的作品。用典和模仿作品都涉及互文性的机制。